# Česko Slovensko má talent (9. řada)
Devátá řada Česko Slovensko má talent měla premiéru na televizní stanici Prima 3. září a na JOJ 8. září 2021. V porotě opět zasedli Jaro Slávik, Jakub Prachař, Diana Mórová a Marta Jandová. Projekt opustila Lujza Garajová Schrameková, kterou vedle Davida Gránského v moderátorské dvojici nahradila Jasmina Alagič Vrbovská. Vítězem se stala dětská taneční skupina Diamonds, která získala 40 000 euro.

## Změny z důvodu pandemie
Původně bylo odvysílání této řady naplánováno už na rok 2020, tedy pouhý rok po konci 8. řady, přihlašování do castingů bylo spuštěno v listopadu roku 2019. Kvůli pandemii covidu-19 byly ale zrušeny castingy, které se měly konat na konci března 2020, a ani další přípravy nebyly několik měsíců téměř možné, jelikož nebyla dostatečně uvolněna mimořádná opatření. Čekalo se proto na začátek letního období, ve kterém se obvykle začíná show připravovat. Castingy nakonec proběhly 25. a 26. července na Slovensku a 1. a 2. srpna 2020 v České republice. Vzhledem k opětovnému šíření nemoci se ale více připravit nepodařilo a show tak byla opět odložena, v časovém slotu vyhrazeném talentové soutěži se tak představila novinka Zlatá maska. Na jaře roku 2021 opět probíhaly castingy, nyní v online formě. Pořad se podařilo připravit do vysílání na podzim roku 2021. Kvůli opatřením proti covidu 19 na Slovensku muselo být finále odvysíláno s menším počtem diváků v sále. Místo živých diváků byly na některých sedadlech umístěny kartonové figuríny. 

## Zlatý Pátrovič
Ocenění Zlatý Pátrovič, pojmenované po soutěžícím Jozefu Pátrovičovi, který se zúčastnil každé série, může udělit každý porotce právě jednou, a to tomu soutěžícímu, který sice dělá něco, čemu ne zcela rozumí, ale přesto je v tom fantastický a přesvědčivý. Cena nemá symbolizovat nejhorší výkon, ale odhodlání, vytrvalost, jedinečnost, naději, víru v talent a cestu za svým snem. Ocenění bylo poprvé udělované v předchozí řadě.

### Seznam soutěžících oceněných zlatým Pátrovičem
| Soutěžící        | Věk    | Žánr/Talent | Původce       |
| ---------------- | ------ | ----------- | ------------- |
| Mária Sabadínová | 37 let | zpěv        | Jakub Prachař |
| Radim Dlátek     | 54 let | zpěv        | Jakub Prachař |
| Jeffy Boy        | 33 let | zpěv        | Jakub Prachař |

## Zlatý buzzer
Součástí této řady je také zlatý bzučák, neboli zlatý buzzer. Pomocí Zlatého buzzeru mohou porotci a moderátoři poslat soutěžícího z castingu rovnou do finále. Stejně jako u Zlatého Pátroviče může porotce dát Zlatý buzzer pouze jednomu soutěžícímu.

### Seznam soutěžících oceněných zlatým buzzerem
| Soutěžící        | Věk         | Žánr/Talent   | Původce         |
| ---------------- | ----------- | ------------- | --------------- |
| Noro Grofčík     | 29 let      | tanec         | Diana Mórová    |
| Rémi Martín      | 36 let      | akrobacie     | Jakub Prachař   |
| Dominika Titková | 34 let      | zpěv          | Marta Jandová   |
| Martina Výbohová | 18 let      | hra na housle | Jaro Slávik     |
| Deadly Games     | 27 a 39 let | smrtelné hry  | David a Jasmína |
| Diamonds         | 11–20 let   | akrobacie     | celá porota     |

## Semifinále
Semifinále bylo odstartováno na konci Velkého třesku. Bylo pouze virtuální a nebylo odvysíláno v televizi. Porota vybrala 6 semifinalistů, ze kterých diváci SMS hlasy vybrali dva finalisty. Hlasování bylo na Slovenskou ukončeno o půlnoci v neděli 28. listopadu 2021. V Česku mohli diváci hlasovat od 3. prosince 20:00 do neděle 5. prosince 12:00.
| Pořadí | Soutěžící        | Žánr/Talent  | Původ, bydliště     | Výsledek |
| ------ | ---------------- | ------------ | ------------------- | -------- |
| 1.     | Denisa Bombíková | zpěv         | Česko               | postup   |
| 2.     | Bartoloměj Girga | zpěv         | Teplice             | nepostup |
| 3.     | Matěj Kocourek   | zpěv         | Benátky nad Jizerou | nepostup |
| 4.     | Romstar Vyškov   | zpěv         | Brno                | postup   |
| 5.     | Miss Petty       | zpěv a tanec | Praha               | nepostup |
| 6.     | Zdeněk Vávra     | silové triky | Čáslav              | nepostup |

## Finále
Finále bylo odvysíláno živě 11. prosince 2021 na TV JOJ a o den později ze záznamu na Primě. Šest účastníků postoupilo díky zlatým bzučákům, a o dvou finalistech rozhodnou diváci. Kvůli situaci okolo covidu-19 se Deadly Games rozhodli, že nevystoupí; místo nich moderátoři vybrali do finálové osmy Messoudi brothers.
| Pořadí | Soutěžící         | Žánr/Talent   | Původ, bydliště | Výsledek    |
| ------ | ----------------- | ------------- | --------------- | ----------- |
| 1.     | Noro Grofčík      | tanec         | Melek           | 3. místo    |
| 2.     | Romstar Vyškov    | zpěv          | Brno            | 4.–8. místo |
| 3.     | Rémi Martín       | akrobacie     | Berlín          | 4.–8. místo |
| 4.     | Dominika Titková  | zpěv          | Slovensko       | 2. místo    |
| 5.     | Diamonds          | akrobacie     | Nový Bydžov     | 1. místo    |
| 6.     | Martina Výbohová  | hra na housle | Bratislava      | 4.–8. místo |
| 7.     | Messoudi Brothers | akrobacie     | Einbek          | 4.–8. místo |
| 8.     | Denisa Bombíková  | zpěv          | Česko           | 4.–8. místo |

## Díly
| #  | Díl                          | Premiéra           | Premiéra           |
| #  | Díl                          | Česko              | Slovensko          |
| -- | ---------------------------- | ------------------ | ------------------ |
| 1  | Castingy 1                   | 3. září 2021       | 8. září 2021       |
| 2  | Castingy 2                   | 10. září 2021      | 11. září 2021      |
| 3  | Castingy 3                   | 17. září 2021      | 15. září 2021      |
| 4  | Castingy 4                   | 24. září 2021      | 18. září 2021      |
| 5  | Castingy 5                   | 1. října 2021      | 25. září 2021      |
| 6  | Castingy 6                   | 8. října 2021      | 2. října 2021      |
| 7  | Castingy 7                   | 15. října 2021     | 9. října 2021      |
| 8  | Castingy 8                   | 22. října 2021     | 16. října 2021     |
| 9  | Castingy 9                   | 30. října 2021     | 23. října 2021     |
| 10 | Castingy 10                  | 5. listopadu 2021  | 30. října 2021     |
| 11 | Castingy 11                  | 12. listopadu 2021 | 6. listopadu 2021  |
| 12 | Castingy 12                  | 19. listopadu 2021 | 13. listopadu 2021 |
| 13 | Castingy 13                  | 26. listopadu 2021 | 20. listopadu 2021 |
| 14 | Castingy 14 a Velký třesk    | 3. prosince 2021   | 27. listopadu 2021 |
| 15 | Finále                       | 12. prosince 2021  | 11. prosince 2021  |
| 16 | Česko Slovensko má SILVESTRA | 31. prosince 2021  |                    |